# Abbazia d'Aiguebelle
L'abbazia d'Aiguebelle è un monastero trappista (in origine cistercense) che sorge a Montjoyer, nel dipartimento francese della Drôme (diocesi di Saint-Paul-Trois-Châteaux).

## Storia
Fu fondata nel 1137 dai monaci cistercensi dell'abbazia primigenia di Morimond sul terreno di Val-Honêtte, presso la Vence, donato per tale scopo da Gontard Loup, signore di Rochefort.
Gli edifici abbaziali furono eretti sotto la guida del primo abate, Guglielmo. Nel 1178 Aiguebelle ebbe la sua prima filiazione a Feniers, presso Clermont, e poco tempo dopo le monache di Bouchette si posero sotto la giurisdizione dell'abbazia.
Verso la fine de Duecento iniziò un periodo di decadenza: i monaci di Aiguebelle entrarono in conflitto con i signori circostanti per questioni circa il taglio del legname e i pascoli; i costumi si rilassarono notevolmente e nel Quattrocento la comunità non contava che una decina di monaci. Molte proprietà furono vendute e l'abbazia cadde sotto il regime della commenda.
Allo scoppio della Rivoluzione francese i monaci di Aiguebelle erano solo tre e nel 1810 gli edifici abbaziali furono venduti.
Con la Restaurazione, l'abate Agostino de Lestrange, che durante la Rivoluzione si era rifugiato con i suoi trappisti alla Valsainte, decise di tornare in patria e nel 1815 acquistò l'abbazia: i suoi monaci vi si stabilirono nel 1816.
Sotto i trappisti l'abbazia ebbe una nuova grande fioritura e divenne punto di partenza per varie fondazioni: Staoueli (Algeria), Notre-Dame-des-Neiges (Ardèche), Sainte-Marie du Désert (Alta Garonna)... I monaci di Aiguebelle ridiedero vita anche alle antiche abbazie di Acey e Bonnecombe.